# Liste des albums musicaux numéro un au Billboard 200 en 2001
Cette page présente les albums musicaux numéro 1 chaque semaine en 2001 au Billboard 200, le classement officiel des ventes d'albums aux États-Unis établi par le magazine Billboard. Les cinq meilleures ventes annuelles sont également listées.

## Classement hebdomadaire
| Date          | Artiste(s)                    | Titre                           | Référence |
| ------------- | ----------------------------- | ------------------------------- | --------- |
| 6 janvier     | The Beatles                   | 1                               |           |
| 13 janvier    | The Beatles                   | 1                               |           |
| 20 janvier    | The Beatles                   | 1                               |           |
| 27 janvier    | The Beatles                   | 1                               |           |
| 3 février     | The Beatles                   | 1                               |           |
| 10 février    | Jennifer Lopez                | J.Lo                            |           |
| 17 février    | Shaggy                        | Hot Shot                        |           |
| 24 février    | Shaggy                        | Hot Shot                        |           |
| 3 mars        | Shaggy                        | Hot Shot                        |           |
| 10 mars       | Shaggy                        | Hot Shot                        |           |
| 17 mars       | Dave Matthews Band            | Everyday                        |           |
| 24 mars       | Dave Matthews Band            | Everyday                        |           |
| 31 mars       | Shaggy                        | Hot Shot                        |           |
| 7 avril       | Shaggy                        | Hot Shot                        |           |
| 14 avril      | 2Pac                          | Until the End of Time           |           |
| 21 avril      | Divers artistes (compilation) | Now That's What I Call Music! 6 |           |
| 28 avril      | Divers artistes (compilation) | Now That's What I Call Music! 6 |           |
| 5 mai         | Divers artistes (compilation) | Now That's What I Call Music! 6 |           |
| 12 mai        | Janet Jackson                 | All for You                     |           |
| 19 mai        | Destiny's Child               | Survivor                        |           |
| 26 mai        | Destiny's Child               | Survivor                        |           |
| 2 juin        | Tool                          | Lateralus                       |           |
| 9 juin        | Staind                        | Break the Cycle                 |           |
| 16 juin       | Staind                        | Break the Cycle                 |           |
| 23 juin       | Staind                        | Break the Cycle                 |           |
| 30 juin       | Blink-182                     | Take Off Your Pants and Jacket  |           |
| 7 juillet     | D12                           | Devil's Night                   |           |
| 14 juillet    | Alicia Keys                   | Songs in A Minor                |           |
| 21 juillet    | D12                           | Devil's Night                   |           |
| 28 juillet    | Alicia Keys                   | Songs in A Minor                |           |
| 4 août        | Alicia Keys                   | Songs in A Minor                |           |
| 11 août       | NSYNC                         | Celebrity                       |           |
| 18 août       | Divers artistes (compilation) | Now That's What i Call Music! 7 |           |
| 25 août       | Divers artistes (compilation) | Now That's What i Call Music! 7 |           |
| 1er septembre | Divers artistes (compilation) | Now That's What i Call Music! 7 |           |
| 8 septembre   | Maxwell                       | Now                             |           |
| 15 septembre  | Aaliyah                       | Aaliyah                         |           |
| 22 septembre  | System of a Down              | Toxicity                        |           |
| 29 septembre  | Jay-Z                         | The Blueprint                   |           |
| 6 octobre     | Jay-Z                         | The Blueprint                   |           |
| 13 octobre    | Jay-Z                         | The Blueprint                   |           |
| 20 octobre    | Ja Rule                       | Pain Is Love                    |           |
| 27 octobre    | Ja Rule                       | Pain Is Love                    |           |
| 3 novembre    | Divers artistes               | God Bless America               |           |
| 10 novembre   | DMX                           | The Great Depression            |           |
| 17 novembre   | Michael Jackson               | Invincible                      |           |
| 24 novembre   | Britney Spears                | Britney                         |           |
| 1er décembre  | Garth Brooks                  | Scarecrow                       |           |
| 8 décembre    | Creed                         | Weathered                       |           |
| 15 décembre   | Creed                         | Weathered                       |           |
| 22 décembre   | Creed                         | Weathered                       |           |
| 29 décembre   | Creed                         | Weathered                       |           |

## Classement annuel
Les 5 meilleures ventes d'albums de l'année aux États-Unis selon Billboard :
1. The Beatles - 1
2. Shaggy - Hot Shot
3. Backstreet Boys - Black and Blue
4. Divers artistes - Now That's What I Call Music! 5
5. Limp Bizkit - Chocolate Starfish and the Hot Dog Flavored Water